# Pseudophoxinus elizavetae
Pseudophoxinus elizavetae är en fiskart som beskrevs av Bogutskaya, Küçük och Atalay 2006. Pseudophoxinus elizavetae ingår i släktet Pseudophoxinus och familjen karpfiskar. Inga underarter finns listade i Catalogue of Life.